# Улица Добролюбова (Липецк)
У́лица Добролю́бова — улица в Правобережном округе Липецка. Проходит на Соколе от гаражей до улицы Пархоменко между улицей Куйбышева и территорией ООО «Липецкрыба».
Образована 7 декабря 1954 года. Названа в честь русского литературного критика и публициста Н. А. Добролюбова (1836—1861).
Улица имеет частную застройку.

## Транспорт
- автобусы 11, 315, ост.: «Ул. Сурикова».